# Hondo
Hondo es una película del año 1953, protagonizada por John Wayne y dirigida por John Farrow, está basada en la historia de Louis L'Amour "The gift of Cochise" o "El regalo de Cochise".
La historia trata de un correo de la caballería protagonizado por John Wayne que debe proteger a una mujer y a su hijo (la mujer protagonizada por Geraldine Page).
Ella esperaba por su marido y no quería dejar su casa, por cuestión de que el regresase incluso después de que se había anunciado un ataque indio hacia esos parajes. Luego de todo la mujer se empieza a enamorar de este correo de caballería, un hombre duro pero sensible en el fondo de su alma.

## Locaciones de Filmación
- San Francisco de Conchos, Chih.